# Paul "Tubbs" Williams
Paul 'Tubbs' Williams fue un productor y bajista británico, fundador del grupo Incognito, y una de las figuras claves del movimiento Acid jazz londinense de principios de la década de los 80. 

## Biografía y trayectoria
Tubbs ingresó en "Light of the World", la banda que daría origen al proyecto Incognito con tan solo 14 años, deslumbrando a todos con su virtuosismo. Tras registrar tres álbumes con "Light of the World", decide iniciar, con Bluey, el proyecto Incognito, con el que graba un solo disco, titulado, precisamente "Jazz Funk" y editado en 1981. Williams se une al proyecto "The Team" con el que efectúa algunas grabaciones antes de trasladarse a Holanda, donde se establece como músico de sesión de éxito creando su propio colectivo/estudio, "Liquidspillers", y produciendo para artistas tan conocidos como George Michael, Kylie Minogue, M People o la leyenda del P-Funk, George Clinton. 
Tras el fallecimiento del músico, se organizó un concierto en su honor que tuvo lugar en Camden (Londres el 9 de abril de 2007, y en el que participaron algunas de las figuras más importantes de las escena londinense, como Incognito, Courtney Pine o Noel McCoy

## Discografía seleccionada

### Con Incognito
- Jazz Funk (1981)

### ConLight of the World
- Light of the World (1979)
- Round Trip (1980)
- Check us Out (1982)

### ConWorking Week
- Companeros (1986)
- Pay Check (1988)
- Black & Gold (1991)